# Società Italiana per le Condotte d'Acqua
Società Italiana per Condotte d'Acqua (spesso anche detta Condotte d'Acqua), è un'impresa italiana che opera nel settore dell'ingegneria e dell'edilizia. 
Fu fondata nel 1880 come società anonima e quotata alla borsa di Milano nel 1884, nel corso degli anni la maggioranza azionaria è passata in proprietà tra più soggetti; nel 2019 dopo essere stata posta in amministrazione straordinaria dal luglio 2023 il ramo core di Condotte è stato acquisito da Tiberiade Holding.

## Storia

### La creazione e le prime attività
Fu fondata con reale decreto del 12 giugno 1880quale ente ha emanato l'atto di fondazione?  come società anonima per progettare, costruire e gestire opere idrauliche e di bonifica che portassero acqua "per usi civici, agricoli ed industriali". Rimase alle dipendenze dell'Amministrazione del patrimonio della Sede Apostolica e della Società Italiana per le Strade Ferrate Meridionali fino al 1970.

### Le acquisizioni di Sindona, IRI-Iritecna, e Astaldi
Fu acquistata dal finanziere Michele Sindona che la vendette poi al gruppo IRI-Italstat. Rimanendo impelagata nella costruzione del porto di Bandar Abbas, in Iran: con la rivoluzione di Ruhollah Khomeyni i pagamenti non furono più rispettati. In seguito viene acquisita e ricapitalizzata dal gruppo IRI-Iritecna. Nel 1997 privatizzata da Fintecna con la cessione alla Ferrocemento Costruzioni e Lavori Pubblici S.p.A. del costruttore romano Paolo Bruno. 
La società esce dal listino della Borsa e alla scomparsa di Paolo Bruno nel febbraio 2013, rimane controllata dalla figlia, Isabella. Alla guida della società c'è già Duccio Astaldi, marito di Isabella Bruno e rappresentante di quel ramo della famiglia Astaldi uscito nel 2000 dall'azienda di famiglia (la Astaldi) controllata dal ramo familiare che fa capo a Paolo Astaldi. Dal 2016 Condotte fa parte del gruppo Grandi Opere General Contracting, controllata dalla holding Ferfina della famiglia Bruno Tolomei Frigerio. Con Duccio Astaldi presidente del consiglio di gestione e Franco Bassanini presidente del consiglio di sorveglianza.

### La crisi del 2018 e il piano di risanamento
La crisi di liquidità della Condotte emerge all'inizio del 2018 quando la società, indebitata per quasi 2 miliardi (un miliardo nei confronti delle banche e un miliardo nei confronti dei fornitori), presenta al tribunale di Roma la richiesta di concordato in bianco per far fronte al cospicuo portafoglio ordini (6 miliardi) e alla difficoltà di incasso degli ingenti crediti vantati nei confronti della pubblica amministrazione. Inoltre ciò mise a rischio molte  affidate alla società, come la stazione Tav di Firenze alla Città della Salute di Sesto San Giovanni sino al  policlinico dell'Università degli Studi della Campania Luigi Vanvitelli da realizzarsi in Caserta. L'obiettivo della richiesta, reso ancora più complicato dall'iniziativa giudiziaria per corruzione che ha portato all'arresto ai domiciliari del presidente Duccio Astaldi, è di dare una nuova vita alla società, con il consistente portafoglio ordini e di lasciare i debiti ad una bad company.
Nell'estate del 2018 la società rischia il fallimento, per salvarla servono 200 milioni di euro. Il 6 agosto 2018 sono nominati tre commissari (Matteo Uggetti, Giovanni Bruno, Alberto Dello Strologo) estratti a sorte da una lista di 14 nomi di professionisti: dovranno tentare di salvare la continuità aziendale della società in base alla legge Marzano. Il primo intervento: il pagamento degli stipendi (bloccati da aprile) dei 2.800 dipendenti. A marzo 2019 viene presentato il piano di risanamento che prevede un prestito ponte da 60 milioni di euro da 8 diversi istituti bancari, procedura approvata nel giugno 2019 dal Ministero dello sviluppo economico.

### L'acquisizione della famiglia Mainetti nel 2023 ed il cambio di denominazione
Dopo cinque anni di amministrazione straordinaria, nel luglio 2023 si è concluso l’iter di acquisizione del ramo Core di Condotte da parte di Imprecim, ridenominata “Società Italiana per le Condotte d’Acqua 1880”, facente capo a Tiberiade Holding, appartenente a Valter Mainetti. L’operazione ha un valore complessivo di 345 milioni di euro (di 105 milioni di euro come costo della transazione e 240 milioni di euro di sostituzione delle garanzie). Al momento dell’acquisizione il portafoglio lavori, tra appalti e concessioni, era di 7 miliardi di euro.

## Attività
La prima opera eseguita è stata il Canale Villoresi, per un totale di 80 km e 16 milioni di lire.
In seguito la società realizza tunnel ferroviari, condotte forzate, centrali idroelettriche, sbarramenti, 640 acquedotti, viadotti (fra cui il viadotto Polcevera a Genova, noto anche come "ponte Morandi" in quanto progettato dall'ingegnere Riccardo Morandi, tragicamente crollato il 14 agosto 2018 causando 43 vittime) e grattacieli. Inoltre, Società Italiana per Condotte d'Acqua ha eseguito i lavori per la costruzione del versante italiano del Traforo del Monte Bianco.
Nel momento più grave della crisi aziendale, nell'estate del 2018, le situazioni più delicate erano: il traforo del Brennero in territorio austriaco (in cui Condotte ha una partecipazione del 35%; gli altri soci sono le austriache Porr e Interregger e l'italiana Itinera); il ponte Storstrom in Danimarca insieme a Itinera; il cantiere in Algeria in consorzio con Rizzani De Eccher per 150 chilometri di ferrovia; la Città della Salute di Sesto San Giovanni con Lombardia Infrastrutture come ente appaltante; la Tav Verona-Brescia e la Tav Verona-Padova; il terzo valico Milano-Genova con Impregilo.

## Società controllate
Fanno parte del gruppo:
- Condotte America Inc. (In vendita)
- Condotte Romania Srl
- Condotte Algerie eurl
- C2i Srl
- C.I. Power Srl
- Tenuta Roncigliano Srl (in vendita)